# Sandön, Tössbo

Sandön är en ö i Vänern, Tösse socken, Åmåls kommun.
Sandön består av en rullstensås som löper från Svegön till Björkön. Ön täcks nästan helt av tallhed, med undervegetation av lingon, kråkbär och enstaka ljungtuvor. På 1930-talet påträffade botanikern Fredrik Hård af Segerstad den sällsynta cypresslummern på ön. Den torde dock ha försvunnit i samband med att svedjandet och betandet på ön upphörde. Ön östra stränder består främst av brutna klippor, medan den västra stranden främst består av grus- och sandstrand. På flera håll syns terrassbildningar som skapats då Vänern haft högre vattenstånd. På vikarna mellan klippuddarna på östsidan finns flera sandstränder väl lämpade för bad. På öns sydöstra ände finns udden Harehalsen. Den förbinds med huvudön genom ett smalt sandrev och utgjorde före Vänerns reglering en egen ö.
Ön har aldrig haft fast bosättning, däremot syns spår av omfattande sten- och grustäkt på ön.